# Герміна Браунштайнер
Герміна Браунштайнер-Райан (нім. Hermine Braunsteiner-Ryan; 16 липня 1919, Відень, Австрія — 19 квітня 1999, Бохум, Німеччина) — наглядачка концентраційних таборів під час Другої світової війни.

## Біографія

### Життя до війни
Народилася в Відні, в робітничій сім'ї, котра сповідувала католицизм. Батько, Фрідріх Браунштайнер, був водієм на пивоварному заводі. Політикою не цікавився. Мати, Марія Браунштайнер, була прачкою. Герміна була високою блакитноокою білявкою. У школі навчалася лише 8 років. Хотіла стати медсестрою, проте відчувала нестачу коштів, тому пішла в хатні робітниці. З 1937 до 1938 року працювала у Великій Британії в домашньому господарстві американського інженера. У 1938 році Аншлюс зробив її громадянкою Німеччини: вона повернулася до Відня, але скоро переїхала в Берлін, де знайшла роботу на авіаційному заводі.

### Равенсбрюк
Скоро Герміна вирішила стати тюремною наглядачкою (заробітна плата у них була в чотири рази більшою).
Розпочала навчання під керівництвом Марії Мандль 15 серпня 1939 роки як наглядачка в концентраційному таборі Равенсбрюк. Після декількох років роботи, через службовий конфлікт з Марією Мандель, попросила про переведення.

### Майданек
16 жовтня 1942 року почала працювати в таборі смерті Майданек — в місці, де вона зробила основні свої злочини.
У Майданеку її патологічний садизм прийняв різноманітні форми. Вона брала участь в поділі жінок і дітей, до того, як вони відправлялися в газові камери, забила декількох жінок до смерті. Працюючи з іншими наглядачками, затоптувала жінок чобітьми, отримавши прізвисько «Кобила з Майданека» (нім. Stute von Majdanek). Ув'язнені вважали її однією з найбільш жорстоких наглядачок.

### Повернення в Равенсбрюк
У січні 1944 року Герміна була відкликана назад в Равенсбрюк, оскільки Майданек почав евакуюватися. Деякий час працювала наглядачкою в Гентіні, де знаходилося відділення Равенсбрюка. Свідки кажуть, що вона била ув'язнених батогом, який носила із собою.

### Перше тюремне ув'язнення
7 травня 1945 року, перед приходом радянських військ, Браунштайнер втекла з табору і зуміла перебратися до Відня. Поліція Австрії заарештувала її і передала британським окупаційним силам: з 5 червня 1946 року по 18 квітня 1947 року знаходилася в ув'язненні у англійців. Потім австрійський суд в Граці (британська окупаційна зона Австрії) засудив її до 3 років ув'язнення за злочини в концтаборі Равенсбрюк (не в Майданеку). Була звільнена за амністією на початку квітня 1950 року.
Після звільнення працювала на низькокваліфікованих роботах в готелях і ресторанах.

### Шлюб і еміграція в США
Американський громадянин Рассел Райан познайомився з нею, перебуваючи в Австрії у відпустці. Після цього вони деякий час жили в Канаді. Вони одружилися в жовтні 1958 року, а в квітні 1959 року Браунштайнер в'їхала на територію США. Стала американською громадянкою 19 січня 1963 року.
Сім'я жила в Маспеті, районі Нью-Йорку, де Герміна вважалася прекрасною домогосподаркою і привітною жінкою.

### Виявлення
Мисливець за нацистськими злочинцями Симон Візенталь простежив її шлях з Відня в канадські міста, а з Канади — в США.
У 1964 році Візенталь повідомив газеті «Нью-Йорк таймс», що Браунштайнер, можливо, одружилася з чоловіком на прізвище Райан і проживає в районі Маспет. Відшукати «місіс Райан» доручили Джозефу Лелівелду, тоді ще молодому репортерові.
Браунштайнер-Райан відкрила йому двері після другого дзвінка. Згодом Джозеф написав, що вона вимовила: «Боже мій, я знала, що це трапиться. Ви прийшли.»
Герміна стверджувала, що працювала в Майданеку тільки рік, з якого 8 місяців перебувала в лікарні. «Моя дружина, сер, мухи не образить, — сказав її чоловік. - На цій землі немає більш пристойної людини. Вона сказала мені, що це був її обов'язок, який вона повинна була виконати. Це була „conscriptive service“ (обов'язкова служба, аналогічна службі за призовом)».

### Екстрадиція
Тим не менше 22 серпня 1968 року американські органи порушили процес скасування громадянства Герміни Браунштайнер, оскільки при подачі документів на отримання громадянства вона приховала факт засудження за військові злочини.
Тривала справа завершилася в 1971 році підписанням нею угоди з судом: по ньому вона позбавлялася американського громадянства, проте уникала обов'язкової в такому разі депортації.
Тим часом прокурор Дюссельдорфа, Німеччина, почав розслідування її дій під час війни, і в 1973 році уряд Західної Німеччини зробило запит про екстрадицію Браунштайнер, звинувачуючи її в сприянні смерті 200 000 чоловік. Американський суд спочатку відкидав запит, посилаючись, зокрема на те, що запит носить політичний характер і виходить від «зовнішніх сил», що вторинне притягнення до кримінальної відповідальності неможливо і так далі.
Протягом року Герміна і її чоловік були присутні на засіданнях Окружного суду Квінса по її справі. Звинувачення викликало в суд в'язнів концтаборів, які залишилися в живих. Вони описували катування і масові знущання в концтаборах.
1 травня 1973 році суддя подав документи на затвердження Державному секретарю США, і 7 серпня 1973 року Герміна Браунштайнер стала першим нацистським злочинцем, екстрадованим з США до Німеччини.

### Судовий процес у Німеччині
У Дюссельдорфі Браунштайнер-Райан перебувала під вартою до тих пір, поки чоловік не вніс заставу.
Суд відкинув її початкові доводи, що вона не підпадає під німецьку юрисдикцію, оскільки була громадянкою Австрії, а не Німеччини, до того ж ті злочини, які їй інкримінують, вчинені поза територією Німеччини. Суд постановив, що в той час вона була громадянкою Німеччини, а найголовніше — державним чиновником, який перебував на держслужбі.
Одночасно з Браунштайнер звинувачувалися ще 15 охоронців Майданека, чоловіків і жінок. Цей процес став третім судовим процесом над охоронцями Майданека (перший був у 1944 році, другий — в 1946-48 роках).
«3-й процес Майданека» став найтривалішим і найдорожчим в історії Німеччини: він розпочався 26 листопада 1975 року та закінчився 30 червня 1981 роки (всього було проведено 474 засідання).
Один зі свідків проти Герміни свідчив, що вона «хапала дітей за волосся і кидала їх у газові камери». Інший розповів про обковані сталлю чоботи, якими вона завдавала ударів в'язням.
Через брак доказів суд зняв з Браунштайнер-Райан три статті звинувачення з початкових шести; в обвинувальному висновку її визнали відповідальною за вбивство 80 осіб, співучасть у вбивстві 102 дітей і сприяння в смерті 1000 осіб. Її засудили до довічного ув'язнення — найсуворішого покарання серед інших обвинувачених.
Ускладнення після діабету, включаючи ампутацію ноги, привели до того, що Герміна була звільнена в 1996 році. Вона померла 19 квітня 1999 року в місті Бохум, Німеччина.

## Спадок
Після випадку з Герміною Браунштайнер-Райан урядом США при Кримінальному відділі Міністерства юстиції було засновано Відділ особливих розслідувань. Його завдання, в тому числі — не допускати надання громадянства США військовим злочинцям.

## Нагороди
- Медаль Воєнних заслуг
- Хрест Воєнних заслуг 2-го класу (1943)